# Глостерский собор
Глостерский собор, полное именование: Кафедральный собор св. Петра и Святой Неделимой Троицы (англ. Gloucester Cathedral; Cathedral Church of St Peter and the Holy and Indivisible Trinity) — собор в Глостере, Англия. Располагается в северной части города, близ реки Северн. Основан в 678 году как аббатство св. Петра, позже ликвидированное Генрихом VIII. Изначально являлся монастырской церковью. Нынешнее здание состоит из нормандского ядра, где похоронен барон Уолтер де Ласи, к которому сделаны добавления во всех стилях английской готики.
Епархия объединяет бо́льшую часть Глостершира и небольшие части Херефордшира и Уилтшира.
В одном из витражей собора имеется самое старое изображение игры в гольф, датируемое 1350-ми годами, что на 60 лет раньше, чем старейшее изображение гольфа в Шотландии. Также в церкви находится резное изображение сцены игры в мяч, которую считают средневековым предшественником футбола.

## История
В 1058 году епископ Элдред перестроил церковь св. Петра. Фундамент нынешнего здания заложен аббатом Серло (1072—1104).
Историк монастыря Уолтер Фрочестер (англ. Walter Frocester) (†1412), стал первым митрофорным аббатом в 1381 году.
До 1541 года Глостер принадлежал Вустерской епархии, после был передан новообразованной Глостерской епархии во главе с Джоном Уэксменом.
В 1873—1890 и 1897 годах собор был серьёзно отреставрирован по проекту сэра Джорджа Гилберта Скотта.

### Архитектура

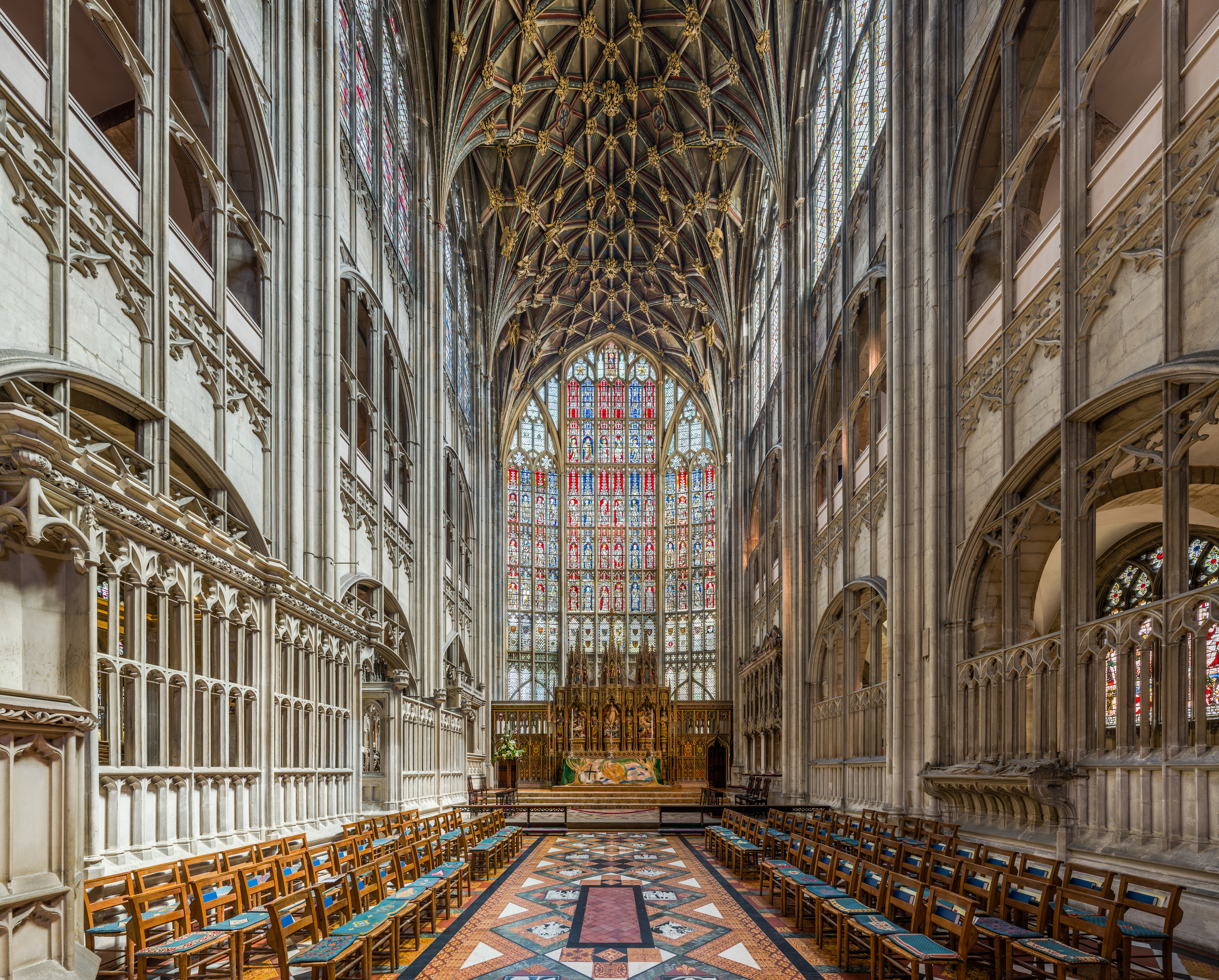
Витраж позади главного алтаря

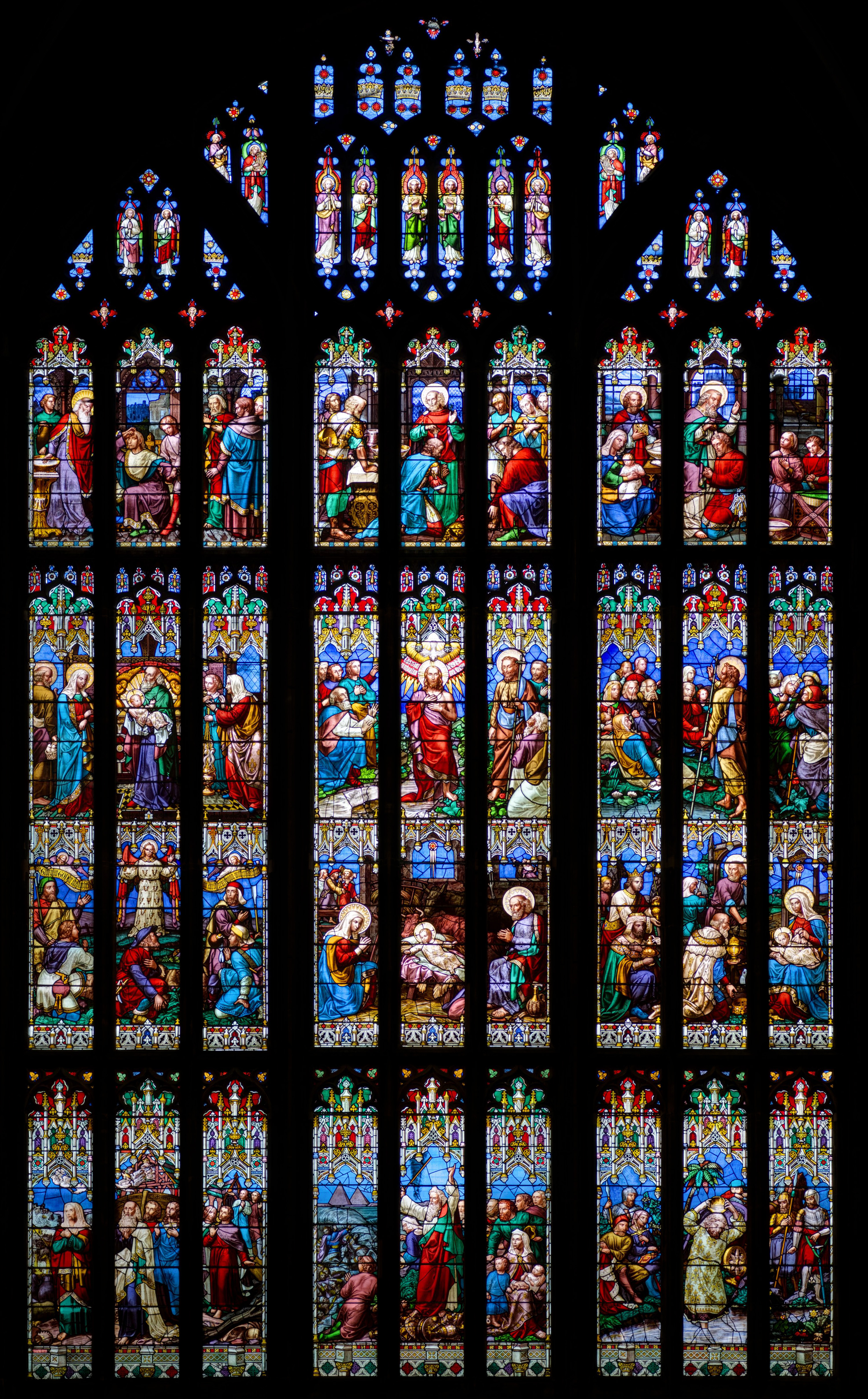
Витраж Западного окна

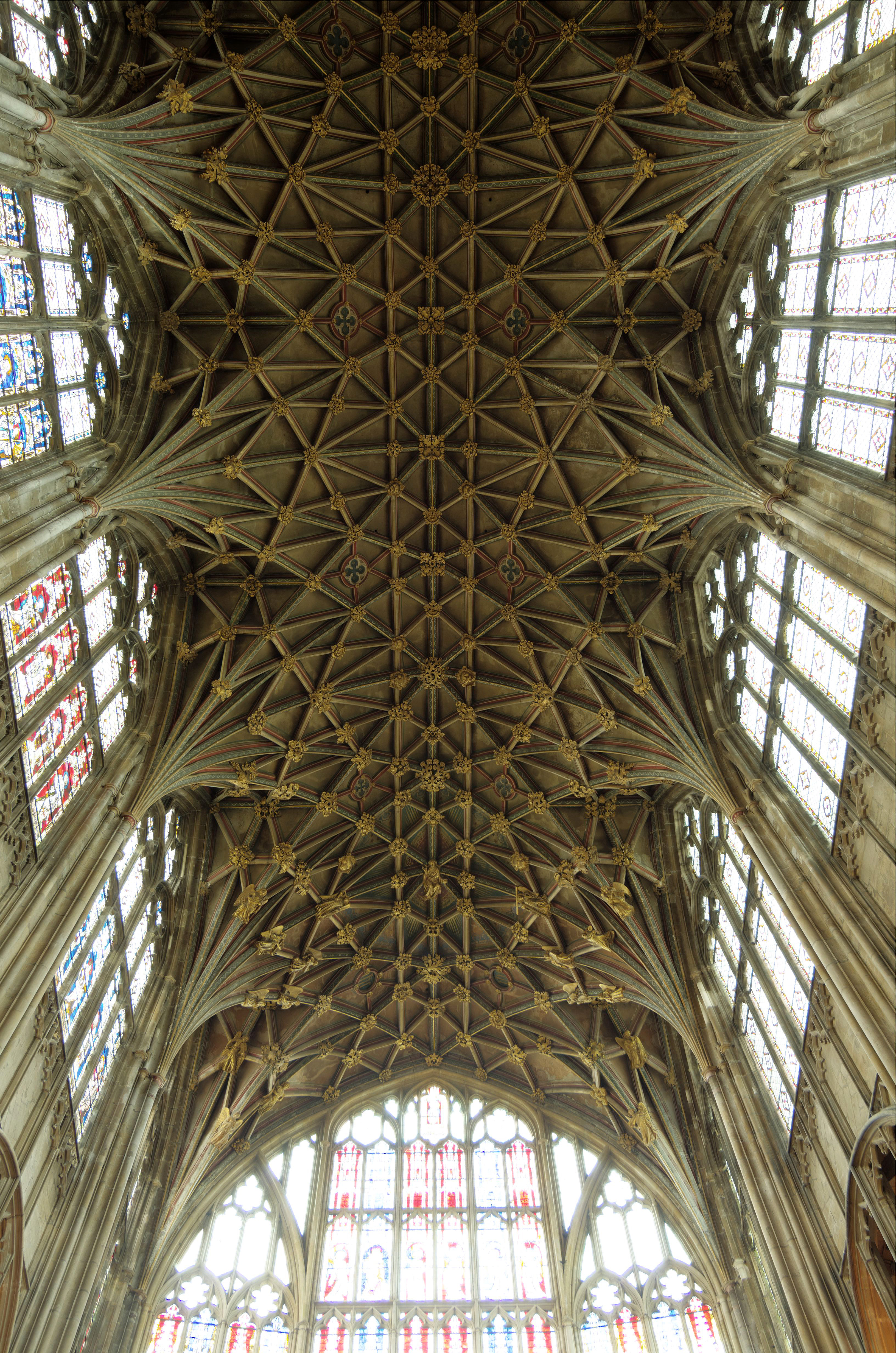
Своды

Длина собора составляет 420 футов (130 м), ширина — 144 фута (44 м), высота центральной башни XV века — 225 футов (69 м), четыре её пинакля являются известным символом графства.
Крипта, располагающаяся под хорами, боковыми нефами и капеллами, построена в нормандском стиле, как и капитулярная зала. Наряду с криптами Вустерского, Винчестерского и Кентерберийского соборов, это одна из всего четырёх крипт с апсидами в Англии.
Массивный нормандский неф перекрыт кровлей эпохи раннеанглийской готики.

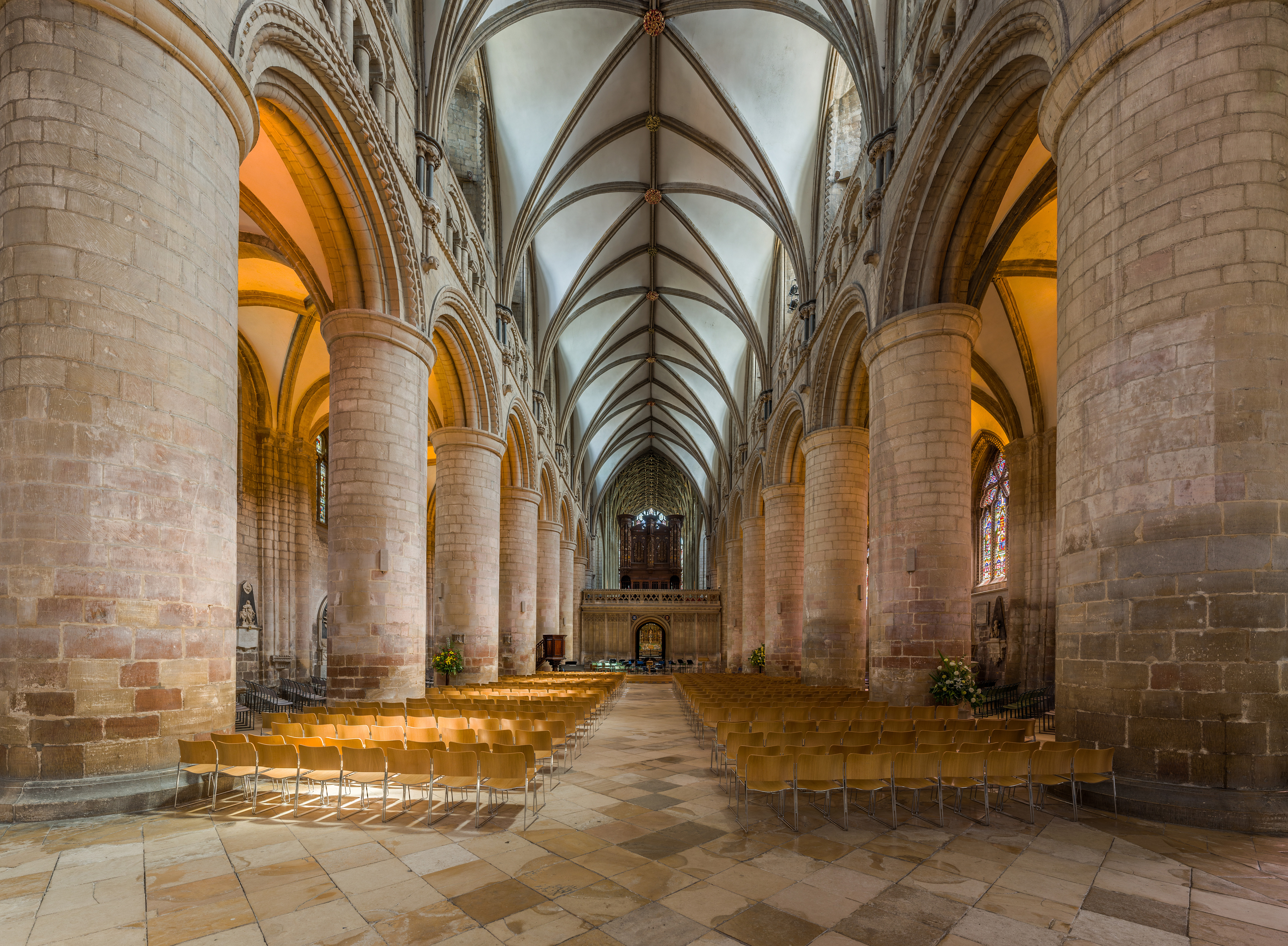
Неф, вид на восток, в сторону хоров

Южный портал выстроен в перпендикулярном стиле с веерными сводами, в том же стиле построен северный трансепт. Южный трансепт — переходная декоративная готика.
Хоры отделаны в перпендикулярном стиле поверх нормандской кладки, с каждой стороны располагается по одной капелле в апсидах. Свод хоров богато декорирован. Между капеллами в апсидах располагается капелла Девы Марии. Восточное окно эпохи позднего декоративного стиля сохраняет часть средневековых витражей.
Севернее нефа располагаются клуатры. В клуатрах Глостерского собора сохранились самые старые веерные своды, построенные между 1351 и 1377 годами Томасом де Кантебрюгге (англ. Thomas de Cantebrugge). Галереи, в которых монахи занимались чтением и письмом, расположены с южной стороны.
Наиболее заметным памятником собора является могила Эдуарда II, убитого неподалёку в замке Беркли. Паломничество к этой могиле не мало способствовало процветанию аббатства. В одной из боковых капелл стоит выполненный из раскрашенного морёного дуба памятник Роберту Куртгёзу, старшему сыну Вильгельма Завоевателя. Роберт был большим благодетелем аббатства и упокоился в нём. Также в соборе похоронены Уильям Уорбертон и Эдвард Дженнер. В соборе короновался Генрих III, о чём имеется памятный витраж в южном боковом нефе.
Среди мебели следует отметить 46 мизерикордий XIV века (и 12 воссозданных в том же стиле в XIX веке) с резьбой на обширный круг тем: мифологии, повседневного быта, религиозной символики и фольклора.
В 1873—1890 и 1897 годах собор был отреставрирован британским архитектором Джорджем Гилбертом Скоттом.
В сентябре 2016 года Глостерский собор присоединился к инициативе английской церкви по снижению нагрузки на окружающую среду (Shrinking the Footprint), а именно, снижению выбросов углерода, для чего местная компания Mypower к ноябрю того же года установила на крыше собора солнечную батарею. Таким образом, церковь сможет экономить до 25 % стоимости электричества. Тысячелетний собор стал, таким образом, самым старым зданием, оборудованным солнечной батареей.

## Музыка

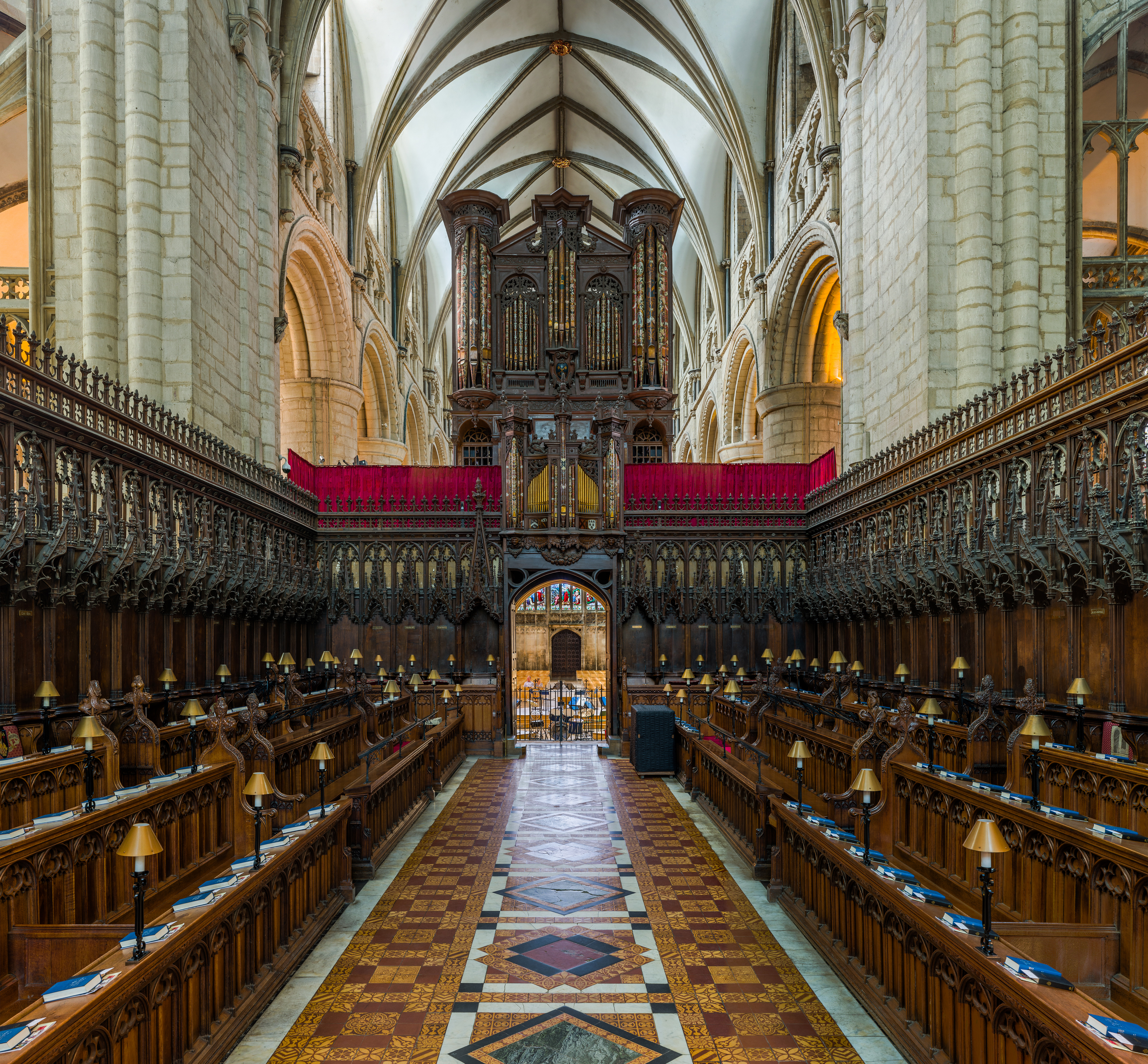
Хоры, вид на запад, к алтарной преграде и органу

### Хор
В Средневековье службы пелись хором мальчиков и монахов аббатства. Соборный хор основан в 1539 году Генрихом VIII, ныне состоит из 18 мальчиков, 20 девочек и 12 взрослых певцов. Дети посещают Королевскую школу, также основанную Генрихом. Хор поёт ежедневно в течение семестра и в каникулы по крупным праздникам (Рождество, Пасха), а также даёт концерты и выступает по радио.

### Орган
Орган восходит к 1666 году, конструктор его ― Томас Харрис (англ. Thomas Harris). Корпус органа в Глостерском соборе — единственный в стране сохранившийся с XVII века, трубы на фасаде которого оригинальные и звучащие. Консоль органа четырёхмануальная, с педалью.
Орган расположен посередине собора на алтарной преграде и сконструирован так, чтобы звучать и в хоры, и в неф. Швеллер располагается посередине на уровне консоли и управляется двумя педалями, которые приводят в действие восточные и западные жалюзи соответственно. Главные регистры располагаются над швеллером и разделены на восточные и западные группы.
Переделки и расширения органа производили практически все известные в Англии органные фирмы, например, Henry Willis & Sons в 1847 и 1888-89 годах. В 1920 орган был снова перестроен фирмой Harrison & Harrison. В 1971 году под наблюдением соборного органиста Джона Сандерса и консультанта Ральфа Даунса орган перестраивали Hill, Norman and Beard. В 1999 году был произведён капитальный ремонт фирмой Nicholson & Co, которая отреставрировала регистровые ящики, трубы и воздухопроводы, обновила компьютеризированную систему управления. В 2010 той же фирмой добавлен новый язычковый регистр Trompette Harmonique solo.

### Другое
В 1910 году в Глостерском соборе впервые прозвучала оркестровая «Фантазия на тему Томаса Таллиса» композитора Ральфа Воана-Уильямса[значимость факта?].

## Колокола и часы
Часы, колокола и куранты впервые упомянуты в документах на их ремонт в 1525 году. Ныне существующие часы установлены в 1898 году фирмой «Dent and Co» (которая также построила часы для башни Вестминстерского дворца). Они не выведены на фасад, только внутри северного трансепта располагается циферблат в стиле ар-нуво (рисунок Генри Уилсона), датируемый 1903 годом.
Колокола в последний раз перевешивались в 1978 году, тогда же колокольня была пополнена до 12 штук (хроматическая октава). Старейшие два колокола отлиты в 1420 году, они старше башни, в которой подвешены. Звонари исполняют музыку еженедельно.
Также в соборе висит самый крупный средневековый колокол Британии — Большой Питер весом чуть менее трёх тонн, который отбивает часы и набат перед важнейшими службами.

## Кино и телевидение
В соборе снимали:

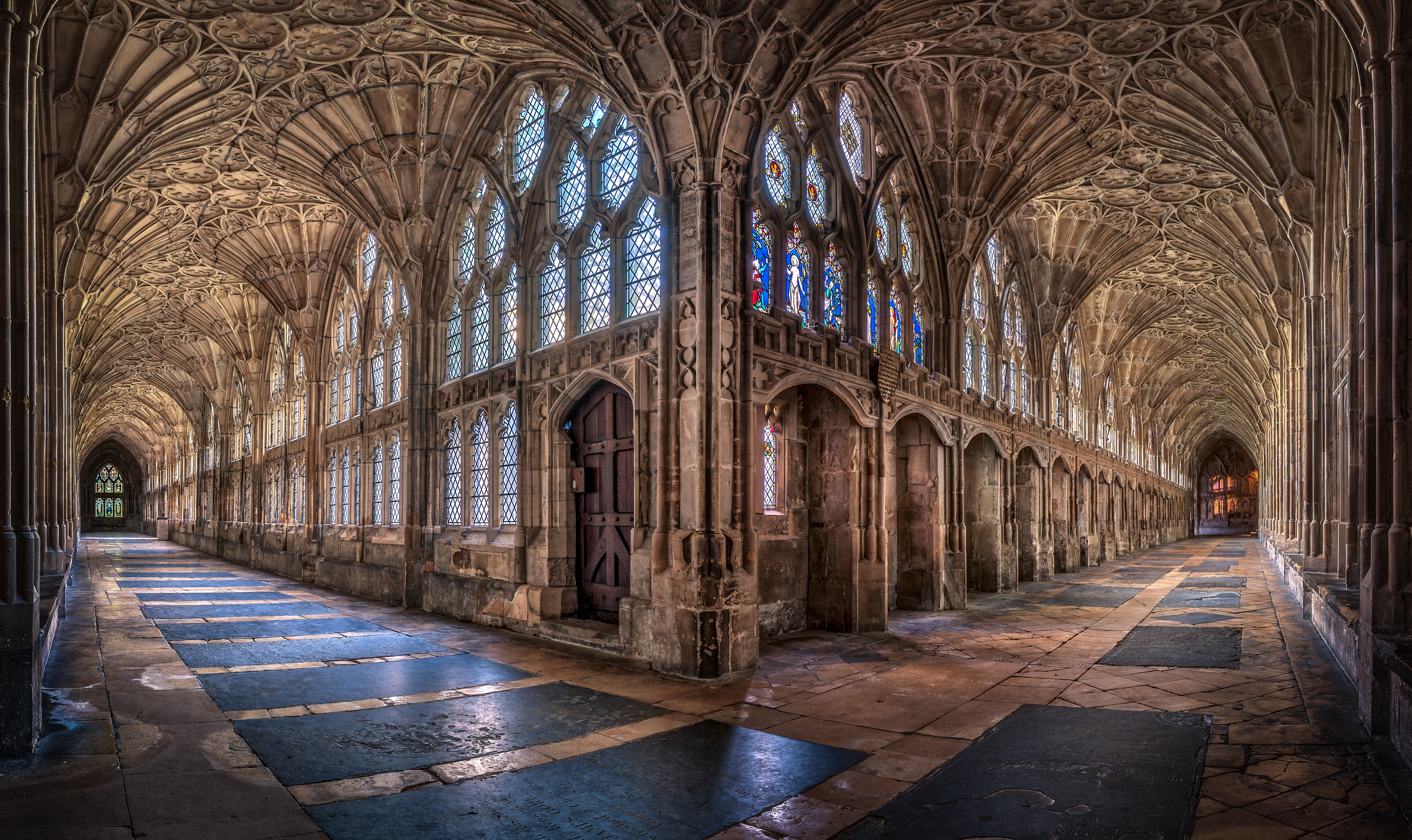
Клуатры с веерными сводами, в которых снимались фильмы о Гарри Поттере

- сцены из первого, второго и шестого фильмов о Гарри Поттере;
- в 2008 году — рождественскую серию «Следующий Доктор» сериала BBC Wales «Доктор Кто»[14][15]
- в 2019 году — 5-ю серию 12-го сезона «Беглец джуду́нов»[16];
- эпизоды сериала BBC «Пустая корона» (2012) по пьесе Шекспира «Герних IV»[17];
- сериал «Волчий зал» (2015) об эпохе Генриха VIII[18];
- эпизод «Безобразная невеста» (2015) сериала «Шерлок»[19][20].

## Хроника

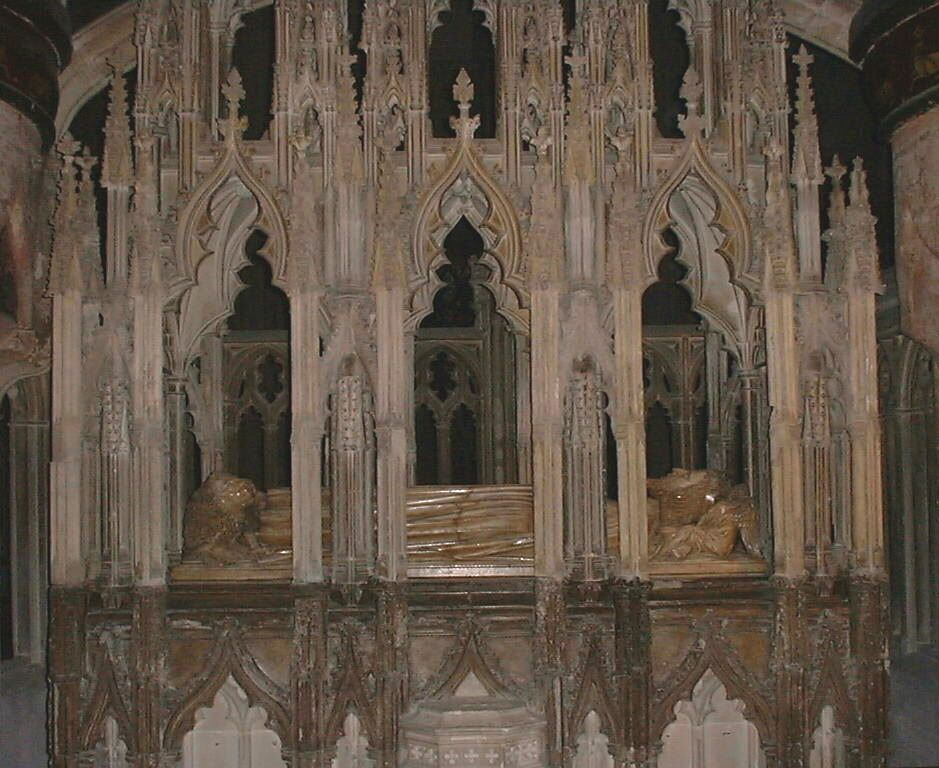
Могила Эдуарда II

- 678—679 — Озриком из Хвикке основана небольшая религиозная община, его сестра Кинебурга была первой аббатисой.
- 1017 — монастырь передан бенедиктинцам.
- 1072 — в практически опустевший монастырь Вильгельмом I направлен первый норманнский аббат Серло.
- 1089 — первый камень в фундамент новой церкви заложил Роберт Лотарингский[англ.]), епископ Херефордский.
- 1100 — освящено аббатство св. Петра.
- 1216 — коронация Генриха III.
- 1327 — похороны Эдуарда II.
- 1331 — отделка хора в перпендикулярном стиле.
- 1373 — аббат Хортон начал строительство большого клуатра, законченное при аббате Фрустере (1381—1412).
- 1420 — аббат Морвент перестраивает западную половину церкви.
- 1450 аббат Себрок начинает строительство башни, которое будет закончено Робертом Тулли.
- 1470 — аббат Ханли начинает перестройку капеллы Девы Марии (закончена при Фарли в 1472-98).
- 1540 — аббатство ликвидировано.
- 1541 — Генрих VIII установляет собор.
- 1616—1621 — настоятелем служит Уильям Лод, впоследствии архиепископ Кентерберийский, казнённый парламентом в ходе революции.
- 1649—1660 — в ходе революционных событий настоятеля и капитула в соборе нет, они восстановлены Карлом II.
- 1666 — Томас Харрис строит нынешний орган.
- 1735—1752 — епископ Глостерский Мартин Бенсон[англ.] производит крупные реставрации и переделки в соборе.
- 1847—1873 — крупная реставрация викторианской эпохи под руководством Фредерика Уоллера[англ.] и сэра Джорджа Гилберта Скотта.
- 1968 — завершены замена кровли и другие крупные реставрационные работы.
- 1989 — 900-летие собора.
- 1994 — закончена реставрация башни.
- 2000 — 900-летие основания аббатства св. Петра.